# الانتخابات البرلمانية اللبنانية 1996
الانتخابات العامة التي عقدت في لبنان خلال الفترة 18 أغسطس و 15 سبتمبر 1996. فاز المرشحون المستقلون بأغلبية المقاعد، رغم أن معظمهم كانوا أعضاء في كتل مختلفة. وكانت نسبة المشاركة 43.3 ٪.

## قانون الانتخابات
أقرّ مجلس الوزراء في 25 يونيو/حزيران 1996 مشروع قانون الانتخابات، باعتماد المحافظات الأربع (الشمال، وبيروت، والجنوب والبقاع) دوائر انتخابية، والأقضية الستة في جبل لبنان دوائر انتخابية، من دون ادراج الاستثناء في المشروع، ومددت ولاية المجلس المنتخب ثمانية أشهر، وفي جلسة 11 يوليو/تموز 1996 صدّق مجلس النواب على مشروع القانون المعجل مع تعديلات طفيفة، بأكثرية 78 صوتاً ضد 22 وامتناع 5 وغياب 23، ونشر رئيس الجمهورية الياس الهراوي القانون في الجريدة الرسمية في 12 يوليو/تموز 1996.
على اثرها تقدّم 10 نواب مراجعة طعن أمام المجلس الدستوري، الذي أخذ به وأصدر قرار بتاريخ 7 أغسطس/آب 1996، وأبطل مواد تتصل بإلغاء الاستثناء، واجتمع مجلس الوزراء برئاسة الهراوي في بعبدا في 9 أغسطس/آب، وأحال مشروع القانون بصيغته الجديدة على المجلس النيابي الذي أقرّه في جلسته في 13 أغسطس/آب، بأكثرية 65 صوتاً ونشره رئيس الجمهورية في الجريدة الرسمية في اليوم التالي.

## النتائج
| الحزب                                      | الأصوات   | %   | المقاعد | +/–  |
| ------------------------------------------ | --------- | --- | ------- | ---- |
| مستقلين                                    |           |     | 94      | +2   |
| حركة أمل                                   |           |     | 8       | +3   |
| حزب الله                                   |           |     | 7       | –1   |
| الحزب السوري القومي الاجتماعي              |           |     | 5       | –1   |
| الحزب التقدمي الاشتراكي                    |           |     | 5       | 0    |
| حزب البعث العربي الاشتراكي                 |           |     | 2       | 0    |
| الجماعة الإسلامية                          |           |     | 1       | –2   |
| رابطة الشغيلة                              |           |     | 1       | 0    |
| التنظيم الشعبي الناصري في لبنان            |           |     | 1       | 0    |
| حزب الوعد                                  |           |     | 1       | 0    |
| الاتحاد الثوري الأرمني في لبنان            |           |     | 1       | 0    |
| حزب الهنشاك                                |           |     | 1       | 0    |
| حزب الرامغافار                             |           |     | 1       | +1   |
| الحزب العربي الديمقراطي                    |           |     | 0       | –1   |
| الأحباش (جمعية المشاريع الخيرية الإسلامية) |           |     | 0       | –1   |
| حزب الكتائب اللبنانية                      |           |     | 0       | جديد |
| أصوات باطلة/فارغة                          |           | –   | –       | –    |
| الإجمالي                                   | 1,113,130 | 100 | 128     | +29  |
| مرجع: Nohlen et al.                        |           |     |         |      |

من بين 94 نائبا مستقلا، اعتبر 66 عضوا في العديد من الكتل:
- 25 في كتلة الحريري
- 13 في كتلة بري (بالإضافة إلى نواب حركة أمل الثمانية)
- 5 في كتلة الهراوي
- 5 في كتلة المر
- 4 في كتلة جنبلاط (بالإضافة إلى نواب الحزب الاشتراكي التقدمي الخمسة)
- 4 في كتلة سليم الحص
- 4 في كتلة فرنجية
- 3 في كتلة الاتحاد الثوري الأرمني (بالإضافة إلى نائب واحد من الحزب)
- 2 في كتلة حزب الله (بالإضافة إلى نواب حزب الله السبعة)
- 1 في كتلة حبيقة (بالإضافة إلى النائب وعد الحزب)

## وصلات خارجية
- مجلس النواب اللبناني